# Graukarkopf
Der Graukarkopf ist ein 2663 m ü. A. hoher Berg in den östlichen Zillertaler Alpen unweit der Grenze zwischen Salzburg und Tirol. Unmittelbar südwestlich des Gipfels befindet sich der Windtalkopf.

## Routen
Der Gipfel ist unmarkiert von der Richterhütte oder dem Krimmler Tauernhaus erreichbar.